# Kencong (ort i Indonesien)
Kencong är en ort i Indonesien.   Den ligger i provinsen Jawa Timur, i den västra delen av landet, 800 km öster om huvudstaden Jakarta. Kencong ligger 11 meter över havet och antalet invånare är 43 046.
Terrängen runt Kencong är mycket platt. Runt Kencong är det tätbefolkat, med 982 invånare per kvadratkilometer. Det finns inga andra samhällen i närheten. Runt Kencong är det i huvudsak tätbebyggt.